# Francesco Fedato
Francesco Fedato (Mirano, Venecia, Italia; 15 de octubre de 1992) es un futbolista italiano. Juega como extremo izquierdo y su equipo actual es el Vis Pesaro de la Serie C de Italia.

## Trayectoria

### Bari
Debutó como profesional el 25 de septiembre de 2012 en la fecha 6 de la Serie B italiana, ingresó al minuto 73 por Cristian Galano y enfrentó al Pro Vercelli y ganaron 2 a 1. En su segundo partido, el 3 de noviembre, anotó su primer gol oficial a los 3 minutos de haber ingresado en el segundo tiempo, fue contra Livorno pero perdieron 2 a 1. Francesco finalizó la temporada 2012-13 con 26 partidos jugados, 6 goles convertidos y 3 asistencias concretadas. Bari terminó en novena posición y no clasificó a los play-off por el ascenso.
El 18 de agosto fue su primer partido de la temporada 2013-14, debutó en la Copa Italia como titular contra Atalanta y perdieron 3 a 0. Jugó el primer semestre con el club, disputó 14 partidos, anotó 2 goles y brindó 3 asistencias.
Su siguiente destino era la Serie A, un club de la máxima categoría italiana se hizo con sus servicios.

### Catania
El 31 de enero de 2014 arribó a Catania para unirse al equipo de Primera División.
Debutó en la Serie A el 9 de febrero, aunque jugó el último minuto del partido contra Parma y empataron 0 a 0. Si bien fue convocado en todos los partidos del campeonato, jugó en 9 y no convirtió goles. Catania finalizó en la posición 18 y descendió de categoría, a la Serie B.
Francesco no iba a ser tenido en cuenta para la temporada siguiente, quedó libre y fue adquirido por Sampdoria.

### Sampdoria
Comenzó la temporada 2014-15 con su nuevo equipo, su primer partido fue en la Serie A el 5 de octubre de 2014, ingresó al minuto 50 para enfrentar a Atalanta y ganaron 1 a 0. El 2 de diciembre jugó por la cuarta ronda de la Copa Italia contra Brescia, ingresó para comenzar el segundo tiempo y ganaron 2 a 0, Francesco dio una asistencia. Estuvo en el banco de suplentes en 17 ocasiones sin ingresar, por lo que para el segundo semestre fue cedido, el destino fue Modena.

### Modena
Fedato regresó a la Serie B, para finalizar la temporada en la segunda categoría italiana.
El 17 de enero de 2015 jugó su primer encuentro con su nuevo club, se enfrentaron a Associazione Sportiva Cittadella, fue titular y empataron 1 a 1. En su segundo encuentro, el 25 de enero regresó al gol luego de casi 2 años sin marcar, a pesar de tu anotación empataron 1 a 1 con Virtus Lanciano.
Con Modena disputó 20 encuentros, de los cuales 19 como fueron como titutular y anotó 3 goles. El club terminó en la posición 18 de la tabla de posiciones y fueron a un play-off por la permanencia contra Virtus Entella. Francesco disputó uno de los dos partidos y mantuvieron la categoría debido a que empataron 2 a 2 de visitantes y 1 a 1 como locales, por la regla de gol de visitantes se aseguraron participar de la Serie B en la temporada siguiente.

### Livorno
Arribó a Livorno para comenzar la temporada 2015-16 en la Serie B. Disputó su primer partido el 8 de agosto de 2015 contra Ancona, fue por la segunda ronda de la Copa Italia, jugó como titular, empataron sin goles en tiempo reglamentario, fueron a tiempo extra y al minuto 106 le dio una asistencia a Gianmario Comi para abrir el marcador, finalmente ganaron 2 a 0. En la terca ronda, se enfrentaron al Carpi, nuevamente jugó un tiempo extra debido a que empataron sin goles, pero esta vez perdieron 2 a 0 y quedaron eliminados de la copa.
Debutó en la Serie B con Livorno el 6 de septiembre, fue titular, anotó un gol, brindó dos asistencias y derrotaron 4 a 0 al Pescara.
Tuvo un rendimiento regular, disputó 19 partidos en la segunda categoría italiana, convirtió 3 goles pero descendieron a la Serie C.

### Regreso a Bari
Fue cedido para jugar la temporada 2016-17 con el equipo que comenzó su carrera profesional, el Bari, en la Serie B.

### Gozzano
El 19 de septiembre de 2019 fichó por el Gozzano de la Serie C.

### Casertana
En octubre de 2020 firmó por la Casertana, también de la Serie C.

## Estadísticas
Actualizado al 24 de septiembre de 2016.
Último partido citado: Bari 0 - 4 Benevento
| Club               | Div.          | Temporada     | Liga  | Liga  | Liga   | Copas nacionales | Copas nacionales | Copas nacionales | Torneos internacionales | Torneos internacionales | Torneos internacionales | Total | Total | Total  |
| Club               | Div.          | Temporada     | Part. | Goles | Asist. | Part.            | Goles            | Asist.           | Part.                   | Goles                   | Asist.                  | Part. | Goles | Asist. |
| ------------------ | ------------- | ------------- | ----- | ----- | ------ | ---------------- | ---------------- | ---------------- | ----------------------- | ----------------------- | ----------------------- | ----- | ----- | ------ |
| Bari · Italia      | 2ª            | 2012-13       | 26    | 6     | 3      | 0                | 0                | 0                | -                       | -                       | -                       | 26    | 6     | 3      |
| Bari · Italia      | 2ª            | 2013-14       | 14    | 2     | 3      | 1                | 0                | 0                | -                       | -                       | -                       | 15    | 2     | 3      |
| Bari · Italia      | Total club    | Total club    | 40    | 8     | 6      | 1                | 0                | 0                | 0                       | 0                       | 0                       | 41    | 8     | 6      |
| Catania · Italia   | 1ª            | 2013-14       | 9     | 0     | 0      | 0                | 0                | 0                | -                       | -                       | -                       | 9     | 0     | 0      |
| Catania · Italia   | Total club    | Total club    | 9     | 0     | 0      | 0                | 0                | 0                | 0                       | 0                       | 0                       | 9     | 0     | 0      |
| Sampdoria · Italia | 1ª            | 2014-15       | 1     | 0     | 0      | 1                | 0                | 1                | -                       | -                       | -                       | 2     | 0     | 1      |
| Sampdoria · Italia | Total club    | Total club    | 1     | 0     | 0      | 1                | 0                | 1                | 0                       | 0                       | 0                       | 2     | 0     | 1      |
| Modena · Italia    | 2ª            | 2014-15       | 20    | 3     | 0      | 0                | 0                | 0                | -                       | -                       | -                       | 20    | 3     | 0      |
| Modena · Italia    | Total club    | Total club    | 20    | 3     | 0      | 0                | 0                | 0                | 0                       | 0                       | 0                       | 20    | 3     | 0      |
| Livorno · Italia   | 2ª            | 2015-16       | 19    | 3     | 2      | 2                | 0                | 1                | -                       | -                       | -                       | 21    | 3     | 3      |
| Livorno · Italia   | Total club    | Total club    | 19    | 3     | 2      | 2                | 0                | 1                | 0                       | 0                       | 0                       | 21    | 3     | 3      |
| Bari · Italia      | 2ª            | 2016-17       | 4     | 0     | 0      | 2                | 0                | 0                | -                       | -                       | -                       | 6     | 0     | 0      |
| Bari · Italia      | Total club    | Total club    | 4     | 0     | 0      | 2                | 0                | 0                | 0                       | 0                       | 0                       | 6     | 0     | 0      |
| Total carrera      | Total carrera | Total carrera | 93    | 14    | 8      | 6                | 0                | 2                | 0                       | 0                       | 0                       | 99    | 14    | 10     |